# Pselaptrichus marshi
Pselaptrichus marshi är en skalbaggsart som beskrevs av Chandler 1983. Pselaptrichus marshi ingår i släktet Pselaptrichus och familjen kortvingar. Inga underarter finns listade i Catalogue of Life.